# Rue Edgar-Poe
La rue Edgar-Poe est une voie située dans le quartier du Combat du 19e arrondissement de Paris.

## Origine du nom
Elle porte le nom de l’écrivain américain Edgar Allan Poe (1809-1849).

## Historique
Cette voie, ouverte en 1927 dans la zone de la butte Bergeyre sur l’emplacement de l'ancien stade Bergeyre, dans un lotissement appartenant à M. Pélissier, a pris en 1928 sa dénomination actuelle.

## Bâtiments remarquables et lieux de mémoire
L'écrivain et journaliste Henri Calet vécut dans cette rue, dans une chambre de bonne, à partir d'octobre 1934 et y rédigea une partie de son roman, La Belle Lurette.